# 磐梯吾妻道路
磐梯吾妻道路（ばんだいあづまどうろ、通称 : 磐梯吾妻スカイライン）は、かつて福島県福島市にあった有料道路である。
福島県道路公社が管理する一般有料道路だったが、2013年に恒久無料開放された。福島県道70号福島吾妻裏磐梯線の一部である。無料開放後も磐梯吾妻スカイラインの名称は通称として使われている。

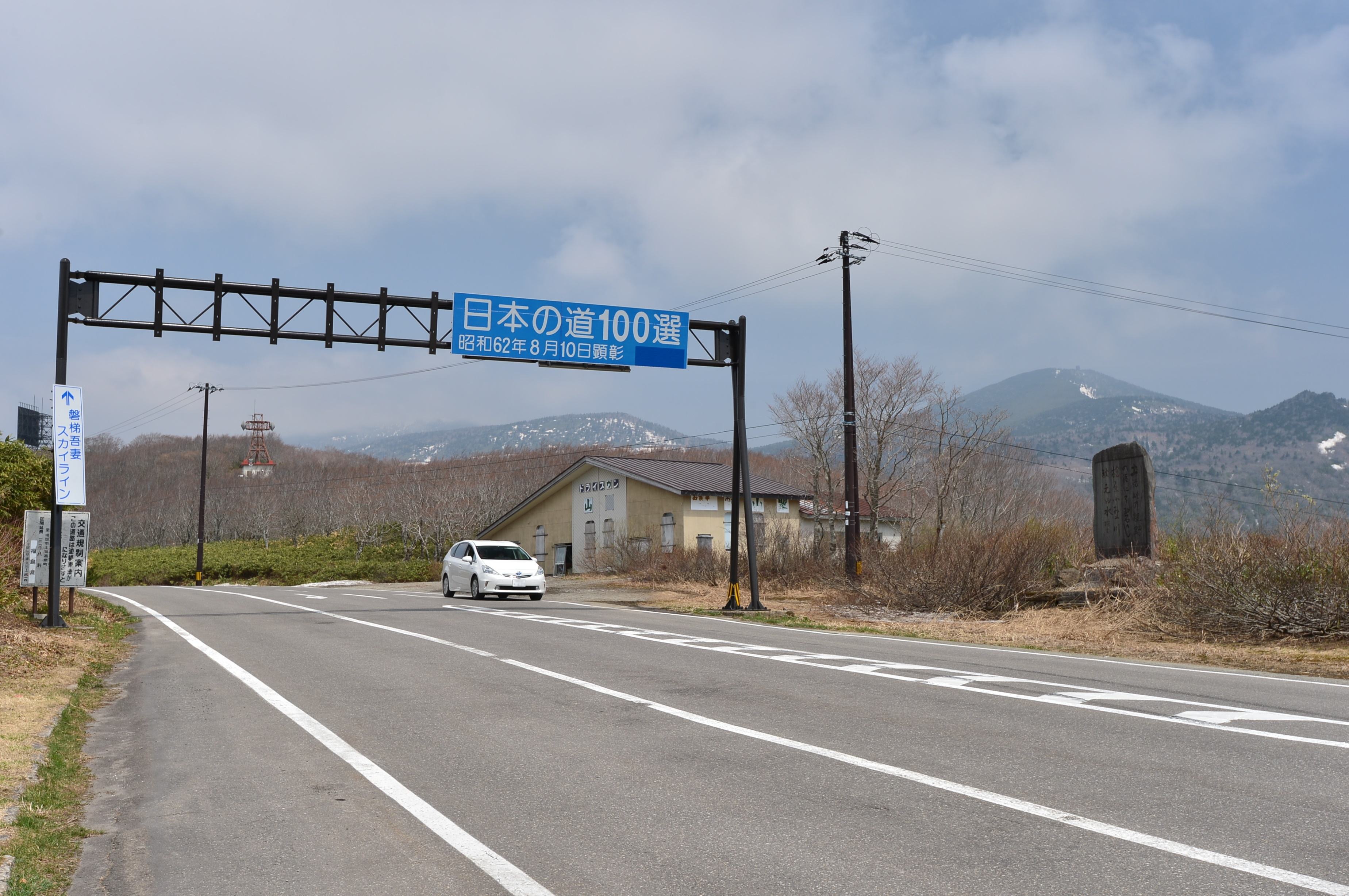
磐梯吾妻スカイラインの南ゲート入口（2018年5月）

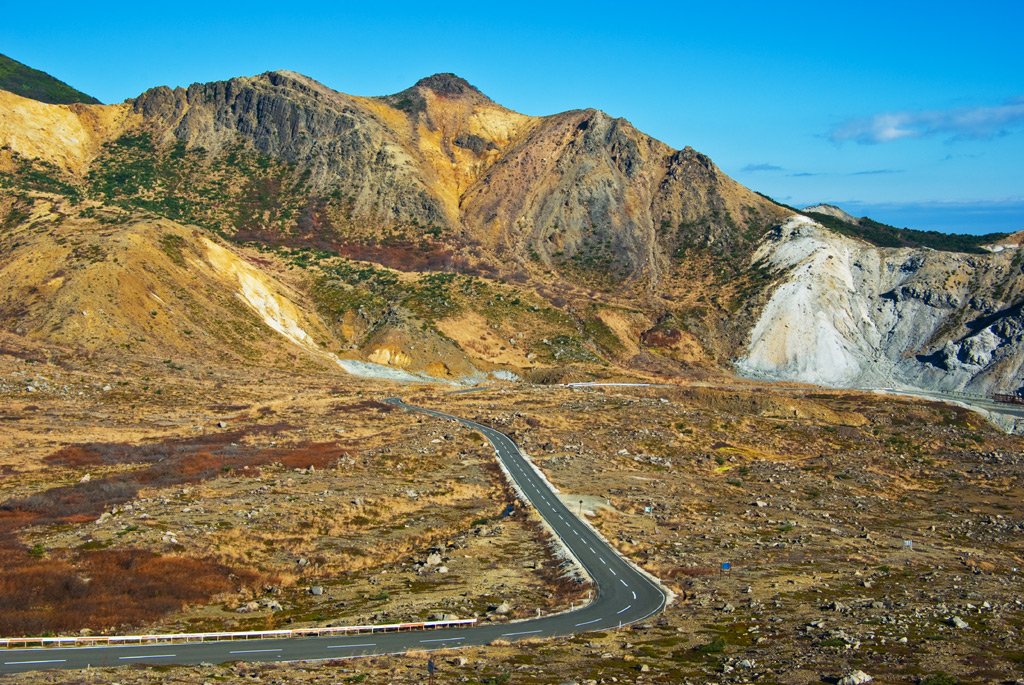
浄土平付近の磐梯吾妻スカイライン（2008年11月）

## 概要

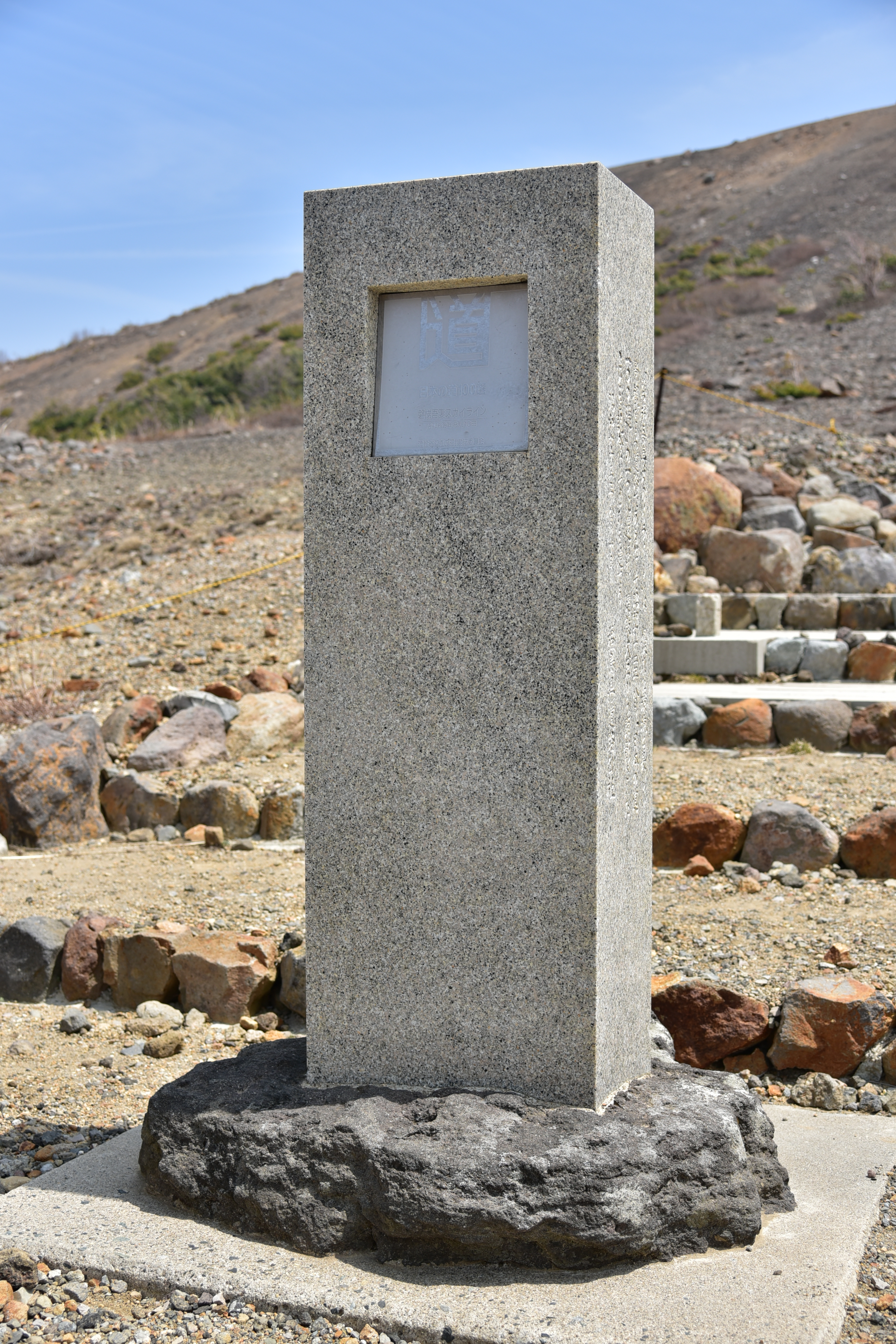
磐梯吾妻スカイラインの「日本の道100選」顕彰碑

福島県福島市の高湯温泉から浄土平を経て土湯峠に至る吾妻連峰を縦走する全長 28.7 km、平均標高1,350 mの山岳自動車道である。道路法上の正式な路線名は、福島県道70号福島吾妻裏磐梯線であり、通称として磐梯吾妻スカイラインまたは、磐梯吾妻道路とよばれることが多い。東北地方の山岳観光有料道路の草分けとして1959年（昭和34年）11月に開通。磐梯朝日国立公園の吾妻連峰の東側山腹に沿って走る本格的な山岳観光道路で、旧建設省と「道の日」実行委員会が選定した日本の道100選にも選ばれている。
有料道路時代の普通車の通行料金は1,570円であったが、料金徴収期間の満了に伴い、2013年（平成25年）7月25日から恒久的に無料開放された。
11月中旬から翌年4月上旬までは冬期通行止が行われる。

### 路線データ
- 路線名：福島県道70号福島吾妻裏磐梯線
- 起点：福島市町庭坂[1]。
- 終点：福島市土湯温泉町[1]。
- 延長：28.7 km[1]。

## 歴史
かつて、この道が開かれる以前は、山伏が修行するための登山道として浄土平までの路が通じていたといわれている。
当初、福島県が1953年（昭和28年）に吾妻連峰から裏磐梯地方の観光・産業開発を目的に県道福島・吾妻・裏磐梯線（磐梯吾妻スカイライン）として着工し、建設途中の1957年（昭和32年）に日本道路公団が工事を引き継ぎ、1959年（昭和34年）11月に開通した。開通当時は、経済企画庁が経済白書の中で「もはや戦後ではない」と謳った3年後のことで、高度経済成長期のモータリゼーションの流れのなかで国民向けの大衆車が生産されるようになった時代であった。2011年（平成23年）に起こった東日本大震災の影響で、観光復興策のひとつとして通行料の無料化が実施され、現在に至っている。

### 年表
- 1959年（昭和34年）11月6日 : 開通（事業主体と管理は、旧・日本道路公団 (JH)）
- 1972年（昭和47年）1月1日 : 管理 業務を、旧・日本道路公団 (JH) から福島県道路公社へ移管。
- 2011年（平成23年）7月16日 : 福島県内の他の2有料道路と共に、年度限定で無料開放を実施。
- 2012年（平成24年） : 無料開放継続。
- 2013年（平成25年）7月26日 : 恒久的に無料開放。

## 路線状況

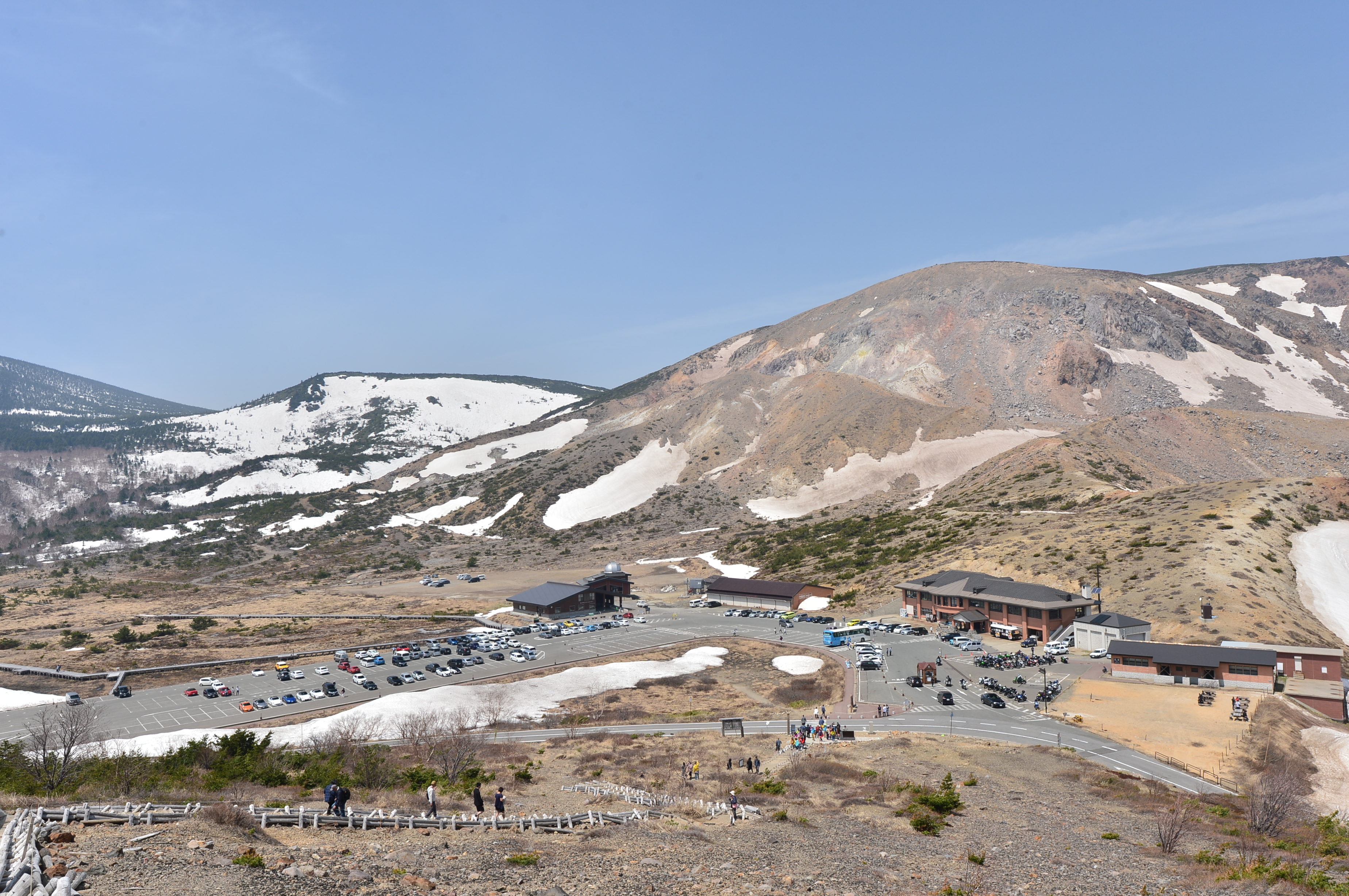
浄土平パーキングエリア。駐車場にはトイレ、レストハウス、天文台、ビジターセンターが併設される。

関東地方から近いところにあることから、道路を訪れる観光客数は多い。標高1,622 mの最高点付近に、休憩施設である浄土平レストハウス（浄土平パーキングエリア）がある。冬季閉鎖区間があり、11月中旬から4月上旬までのあいだは通行できなくなる。

### 有料道路時代の通行料金
- 普通車 : 1,570円
- 大型車（I） : 2,410円
- 大型車（II） : 5,570円
- 軽自動車等 : 1,150円
- 軽車両等 : 150円

### 道路施設
- 不動沢橋
吾妻八景「つばくろ谷」（不動沢）に架けられた磐梯吾妻スカイラインを代表する橋で、現橋は旧橋から架け替えられたもので、周辺に駐車場や休憩所が整った観光名所のひとつである[1]。

## 地理

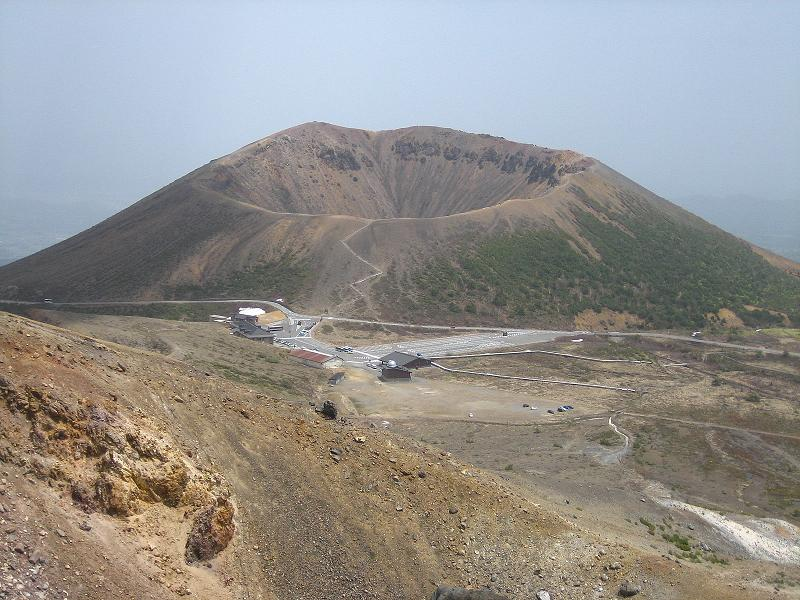
一切経山から見た吾妻小富士と浄土平パーキングエリア

磐梯朝日国立公園の中にあって、遠くに蔵王連峰を望み、左右に安達太良山と磐梯山を望むスケールの大きな恵まれた景観と、沿線には噴火口、湖沼、湿地帯など変化に富んだ土地の中を走る。標高の低い所では、樹木も多く深い森林地帯であるが、標高が上がるにつれて立ち枯れの木が目立ち始める。硫黄の匂いが香る温泉街を幾つか通過し、山頂近くになると岩肌がむき出した荒涼な景観となる。道路の最高点は、標高1,622 mあり、北側の起点にあたる高湯温泉（標高約770 m）とは標高差が約850 mある。
磐梯吾妻スカイライン中間には吾妻小富士と一切経山の鞍部に開けた、浄土平とよばれる火山性ガスが噴出する草木の生えない荒涼とした火山荒原が広がる。この特別保護地区に指定されている浄土平には、浄土平パーキングエリアが設けられており、東側の吾妻小富士や西側の一切経山のハイキング・登山観光拠点の休憩施設として利用される。
浄土平から北は、天狗の庭とよばれる秋の紅葉の名所のほか、不動沢橋が架かるつばくろ谷、蔵王を望む白樺の峰がある。
いっぽう南の土湯峠からは、国見台から湖見峠（うみみとうげ）にかけてブナの樹海の中を急なへアピンカーブが続く道路が走り、安達太良山、磐梯山や裏磐梯の湖を望める。その途中の天風境（てんぷうきょう）の駐車場が見晴らしの良い展望台となっている。特に眺望のよい8つの景勝スポットは、作家の井上靖が命名した「吾妻八景」の名で広く知られている。